# MAZ (automóvil)
La Fábrica de Automóviles de Minsk (MAZ, en ruso: Открытое Акционерное Общество «Минский автомобильный завод», "Minsky Avtomobilny Zavod") es un conglomerado manufacturero estatal de la industria del automóvil de Bielorrusia, uno de los mayores de Europa Oriental.

## Historia

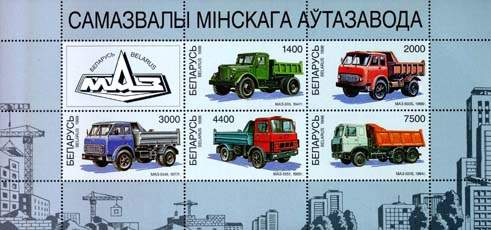
Sello de Bielorrusia con modelos de la compañía.

Fue constituido poco tiempo después de la Gran Guerra Patria. El 9 de agosto de 1944, el Comité de Defensa del Estado decidió establecer una planta de montaje de automóviles en Minsk.
Después del final de la guerra, en 1946, de acuerdo con el cuarto plan quinquenal para la restauración y el desarrollo de la URSS, aquí comenzó la construcción de una gran planta de camiones diésel. En 1947, la planta produjo sus primeros vehículos (eran camiones volquete MAZ-205, que se mostraron en el desfile del 7 de noviembre de 1947).
Al año siguiente se inició la producción de otros modelos (camiones estándar MAZ-200 y tractocamiónes MAZ-200V).
En 1966 se completó la reconstrucción de la planta MAZ, después de lo cual la empresa pasó completamente a la producción de camiones de la nueva serie MAZ-500 (MAZ-501, MAZ-502 y otros). Además, en 1966, por los éxitos y logros de producción, la planta fue galardonada con la Orden de Lenin.
Los camiones MAZ se vendieron con éxito a otros países de todo el mundo. Por la alta calidad de sus productos y la creación de nuevos modelos de camiones, la planta MAZ fue galardonada con la Orden de la Revolución de Octubre en 1971. En 1971-1972, varios modelos de camiones MAZ recibieron la Marca de Calidad Estatal de la URSS.
En 1973, la planta produjo cinco modelos de camiones (MAZ-500A, MAZ-503L, MAZ-504V, MAZ-504L, MAZ-509) y 12 modelos de remolques.
No solamente la propia planta, sino todo el conjunto de infraestructuras alrededor de la fábrica fueron construidos en un breve tiempo. Apartamentos de viviendas, tiendas, clínicas médicas, cines, etc. fueron construidos en las proximidades de la planta MAZ, proporcionando a los trabajadores de la planta los servicios locales. En muchas de las construcciones prisioneros de guerra alemanes trabajaron conjuntamente con trabajadores rusos y locales. La mayoría de estas edificaciones todavía hoy están en servicio.
Fabrica camiones pesados, autobuses, trolebuses, tractores y semitráilers para camiones y grúas. MAZ ha sido, y posiblemente es, el mayor constructor mundial de TELs (Tractor-Erector-Lanzador) para muchos de los misiles balísticos móviles, desde el ampliamente proliferado MAZ-543 utilizado para el transporte y lanzamiento del Scud B hasta el reciente TEL de ocho ejes del Topol M.
Al final de los tiempos soviéticos, MAZ era el mayor constructor de camiones pesados de la Unión Soviética, y el único para algunas categorías de camiones. Después de la disolución de la Unión Soviética, la producción de MAZ fue reducida substancialmente, como ha sucedido con muchas empresas en la ultra-industrializada Bielorrusia, orientada a las necesidades de un país muy grande. La previamente mencionada producción de vehículos de transporte público fue el resultado del consiguiente proceso de diversificación de la compañía.
El 21 de junio de 2021, MAZ (así como su gerente general Ivankovich) fue añadido a la lista de sanciones de la Unión Europea por represiones contra los trabajadores que participaron en protestas masivas contra Alexander Lukashenko tras las controvertidas elecciones presidenciales de 2020." El mismo día, MAZ e Ivankovich también fueron sancionado por Canadá. Posteriormente, Suiza y Estados Unidos también sancionarón a la empresa y a su gerente general.
En marzo de 2023, el Tesoro de EE. UU. incluyó a MAZ e Ivankovich en la Lista de personas bloqueadas y nacionales especialmente designados (SDN). En mayo de 2023, Ucrania impuso sanciones contra la planta.

## Organización
El conglomerado industrial consiste en la planta de MAZ propiamente, localizada en Minsk, que es la mayor empresa de la asociación, así como varias empresas secundarias:
- РУП «БААЗ» (en Baránavichi)
- РУП «ОЗАА» (en Asipovichi)
- РУА «КЗТШ» (en Zhodino)
- РУП «Литмаш» (en Minsk),
- ПРУП «ДЭМЗ» (en Dzyarzhynsk)
- РУП «СтройМАЗтрест» (en Minsk)

En algunos puntos de su historia, MAZ fue "unificada" con otra industria pesada de automóviles - BELAZ también localizada en la región de Minsk.
En 1991 una división especializada en vehículos militares pesados (sin cadenas) fue separa del negocio del grupo, MZKT.

## Productos
Entre otros productos recientes, los autobuses urbanos de MAZ (véase fotografías inferiores) se pueden encontrar en toda Bielorrusia así como en Ucrania, Rusia, Rumania, Polonia y Estonia.
En Serbia, en cooperación con el constructor local (Bus industries Kragujevac), se ha acordado la construcción de autobuses de propulsión de gas natural (BIK-203), que están basados en la plataforma del modelo MAZ-203. Estos autobuses han sido entregados en diversas ciudades serbias para ser utilizados en empresas de transporte público.

## MAZ-MAN
En 1997 conjuntamente con "MAN" fue establecida una sociedad anónima alemana-bielorrusa, "MAZ-MAN", con sede en Minsk, que en 1998 había establecido su producción a gran escala para vehículos pesados utilizando la combinación de chasis y motores de MAN y MAZ. Una de las prioridades de la compañía es la producción de camiones tractores para el comercio internacional, adecuados para su utilización en Europa en cumplimiento de todas las normativas. Sobre la base de MAZ-MAN se han producido hormigoneras de cemento, vehículos para hidrocarburos, dumpers, camiones especializados (flatbed), etc. 
La producción de la compañía bielorrusa-germana demuestra las ventajas de la tecnología creada mediante la combinación de las habilidades y experiencia de los fabricantes de automóviles de los dos países. En comparación con modelos europeos de la misma clase y calidad, los productos de MAZ-MAN son de media un 30% más baratos. En la actualidad el 98% de MAZ-MAN cumple con las normativas Euro-3. En 2004, la joint venture fabricó 272 vehículos, un 45% más que en 2003.

## Modelos

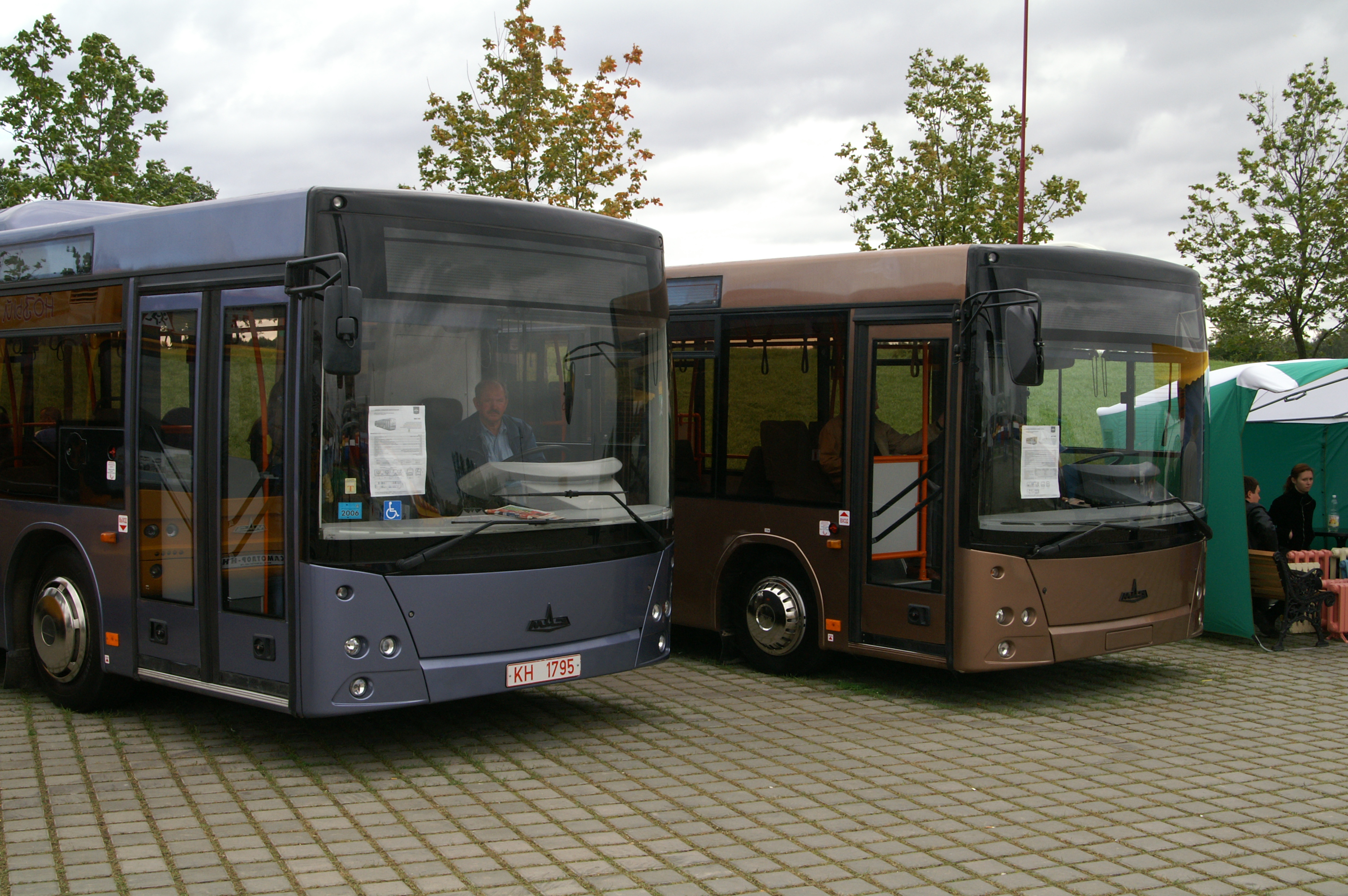
Autobuses MAZ-203 y MAZ-206.

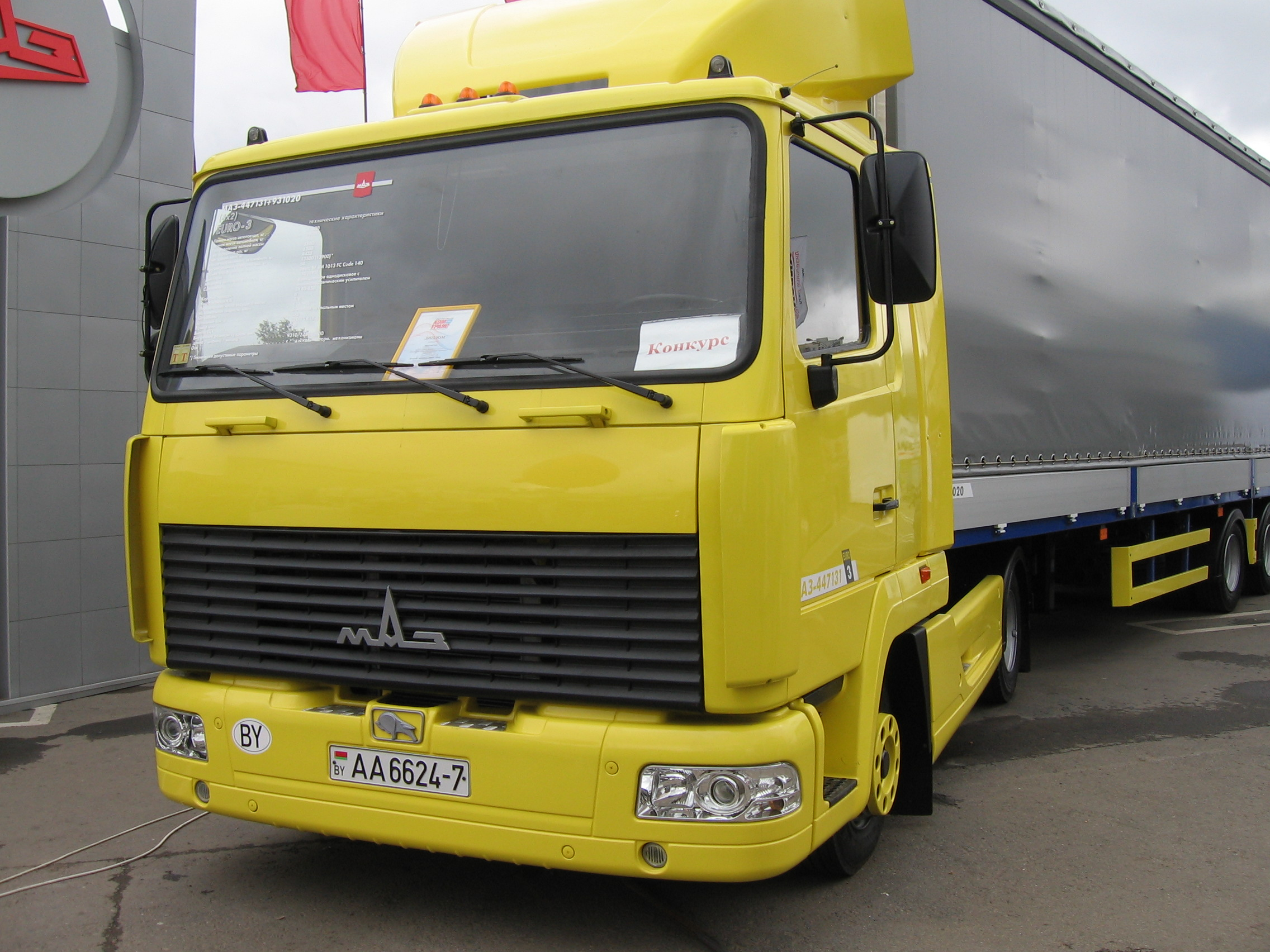
MAZ-447131.

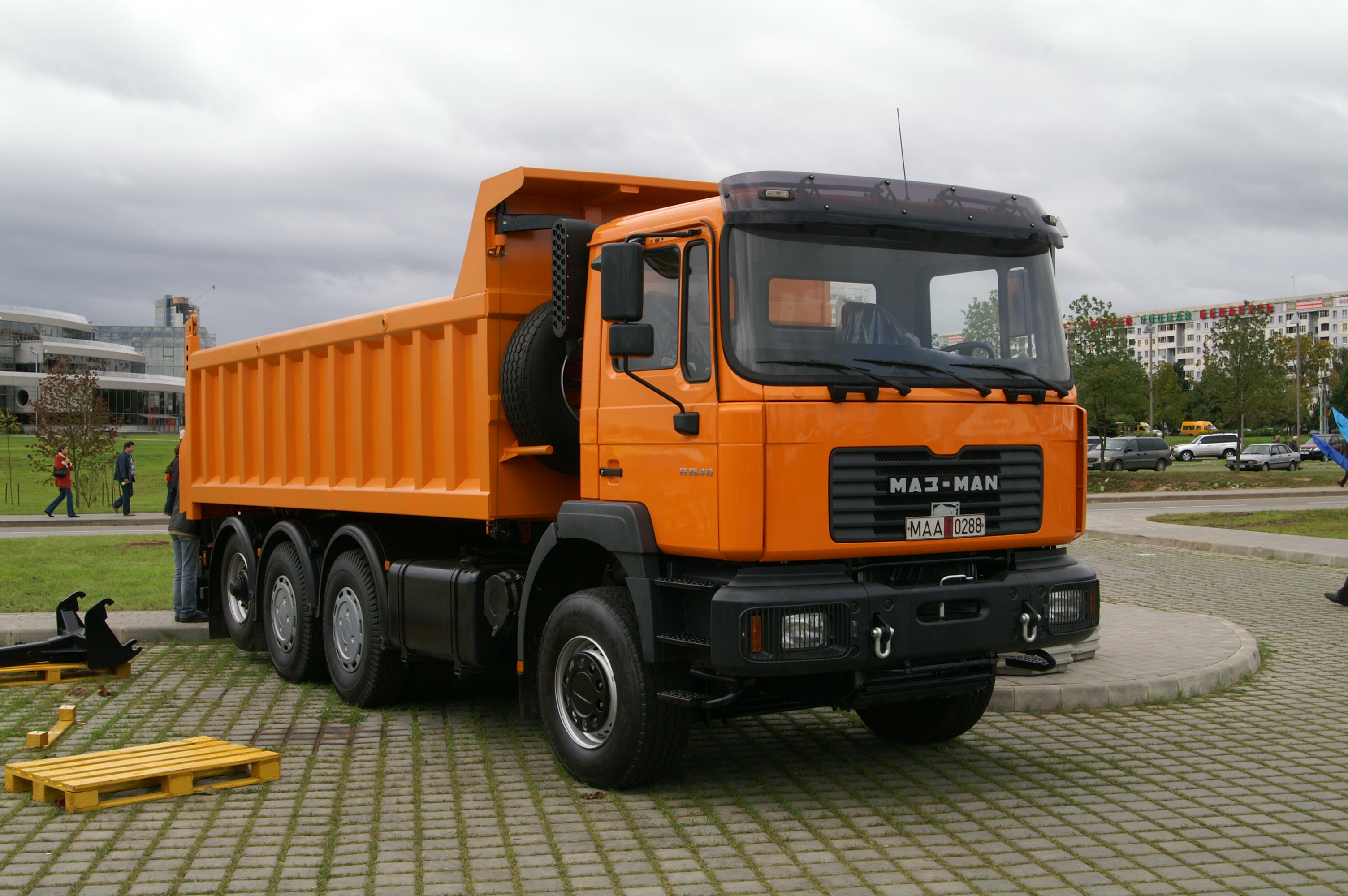
Volquete MAZ-MAN.

|  | - МАZ-200 (1950, anteriormente fabricado por YaAZ entre 1947-1950) - МАZ-200V (1952, versión tractor-tráiler del MAZ-200) - МАZ-205 (versión dumper del MAZ-200) - МАZ-500/MAZ-500A (1958) - MAZ-501 (1955) - МАZ-501V (versión tractor-tráiler del MAZ-501) - МАZ-502 (1957) - МАZ-502V - МАZ-503/MAZ-503A (versión dumper del MAZ-500) - MAZ-504/MAZ-504A (1965) - МАZ-505 (prototipo de camión 4x4) - МАZ-509 (1969) - МАZ-511 (versión dumper del MAZ-500) - MAZ-512/MAZ-500C (versión para regiones frías del MAZ-500) - MAZ-513/MAZ-500YU (versión para regiones templadas de MAZ-500) - MAZ-514 (1969, prototipo de camión de tres ejes) - МАZ-515 (prototipo de camión de tres ejes) - МАZ-516 (1969) - MAZ-520 (prototipo, basado en el MAZ-504) - МАZ-525 (1951, después construido por BelAZ) - МАZ-529 (1958) - МАZ-530 (1957, después construido por BelAZ) - MAZ-535 (1958) - MAZ-537 (1960) - MAZ-541 (1956) - МАZ-543/МАZ-7310 (1962) - МАZ-7410 - MAZ-7904 (prototipo, 1982) |  | - МАZ-7906 (prototipo) - MAZ-7907 (1985) - МАZ-7910 - МАZ-7912 - MAZ-547/MAZ-7916 - MAZ-7917 - МАZ-4370 - МАZ-4570 - MAZ-5335 (1977) - МАZ-5336 (1978) - МАZ-5337 (1978) - МАZ-5432 (1981) - МАZ-5433 - МАZ-5434 (1990) - МАZ-5442 - МАZ-5516 - MAZ-5549 (1978) - МАZ-5551 (1985) - МАZ-6303 - МАZ-6317 - МАZ-6417 - МАZ-6422 - МАZ-6425 - МАZ-6430 Autobuses: - MAZ-103 ómnibus (1996) - MAZ-105 autobús articulado (1997) - MAZ-103T trolebús (1999) - MAZ-152 autobús urbano (1999) - MAZ-171 embarque en aeropuertos (2005) - MAZ-203 ómnibus (2005) - MAZ-206 ómnibus (2006) - MAZ-256 ómnibus (2006) |

### Modelos especiales

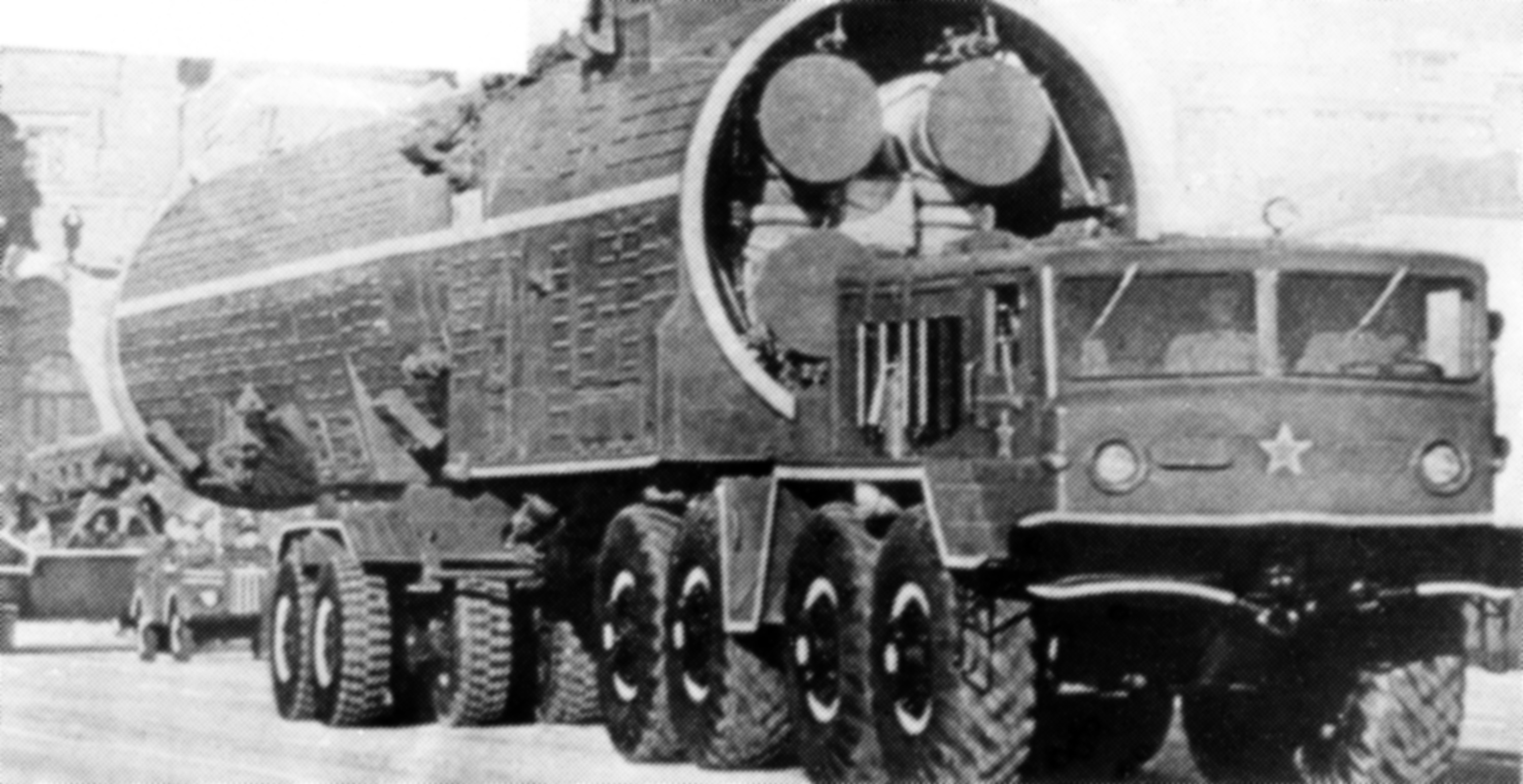
MAZ-537

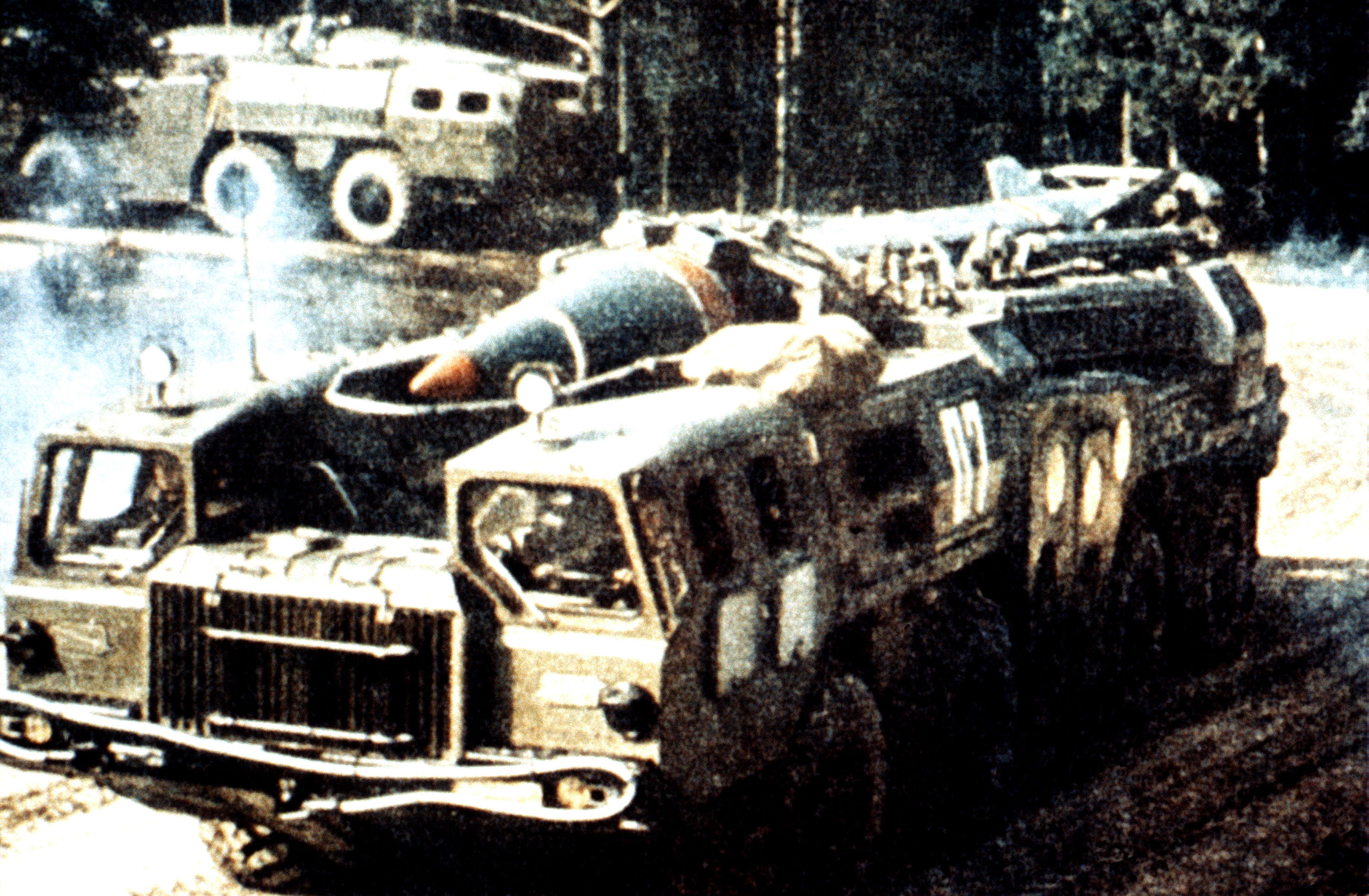
MAZ-543

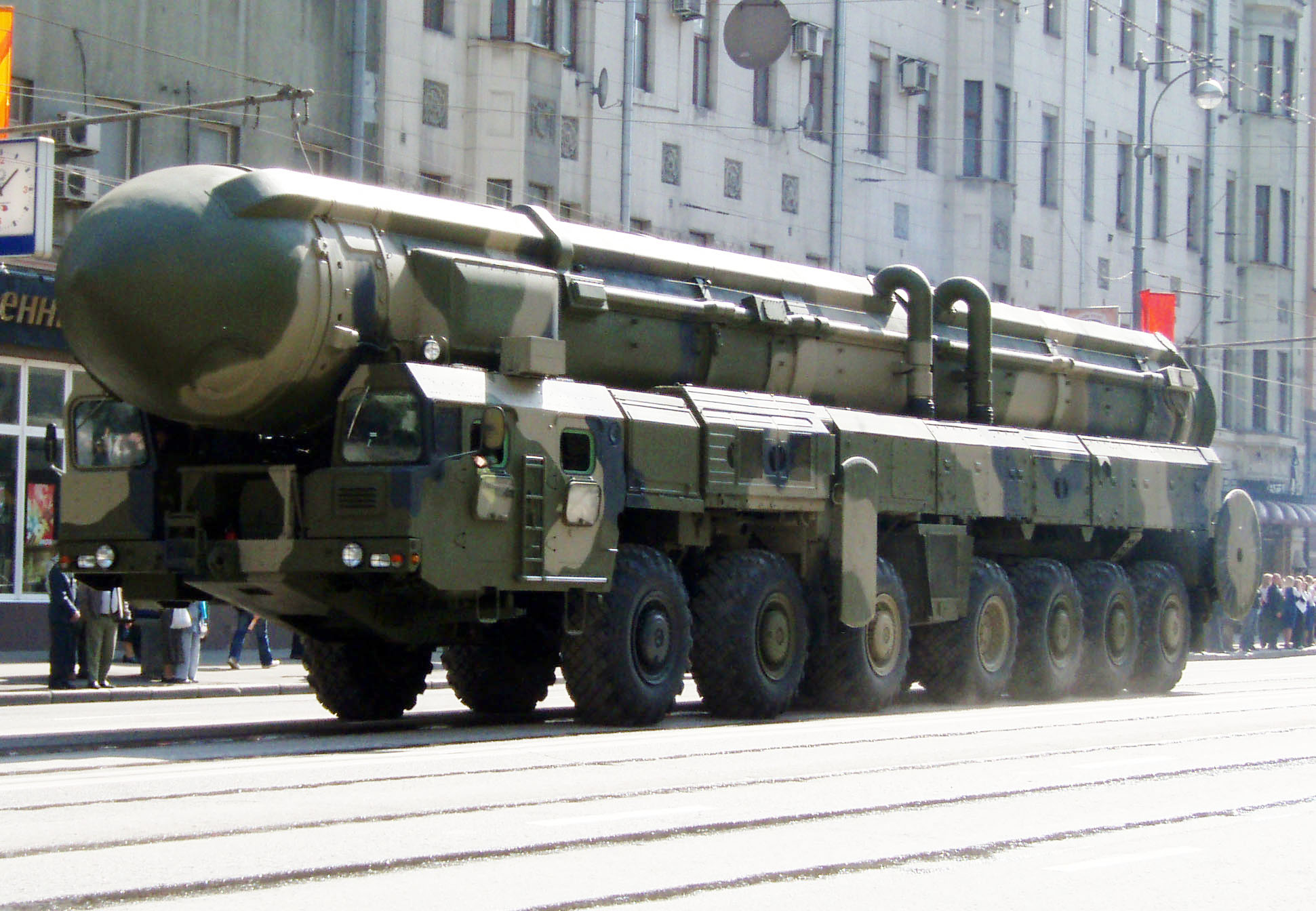
MAZ-7917

- MAZ-535; MAZ-537 - El MAZ-535 y la versión más pesada MAZ-537 fueron desarrolladas a principios de los años 1960 y construidas para el transporte de cohetes y tanques de varios tipos.

- MAZ-543 - El MAZ-543 también fue diseñado para el transporte de misiles de medio y largo alcance y tiene las mismas especificaciones que el MAZ-537. El MAZ-543 es más conocido como plataforma móvil de lanzamiento de los misiles Scud. Además, existen varias modificaciones del vehículo, como el MAZ-547 como plataforma móvil de lanzamiento de los misiles SS-20 o el MAZ-7917 como plataforma de lanzamiento de los misiles intercontinentales Topol.

- MAZ-7904 - El MAZ-7904 es el mayor vehículo militar con ruedas neumáticas jamás diseñado en la URSS. El prototipo fue diseñado en 1982 como vehículo de apoyo para misiles intercontinentales balísticos, pero nunca entró en producción. El MAZ-7904 fue hallado en 2007.

- MAZ-7907 - El MAZ-7907 fue diseñado en 1985 y fueron producidos dos prototipos, de los cuales por lo menos uno parece haberse utilizado después del colapso de la URSS para el transporte de partes de puentes y barcos. Su destino no está claro.

## Galería

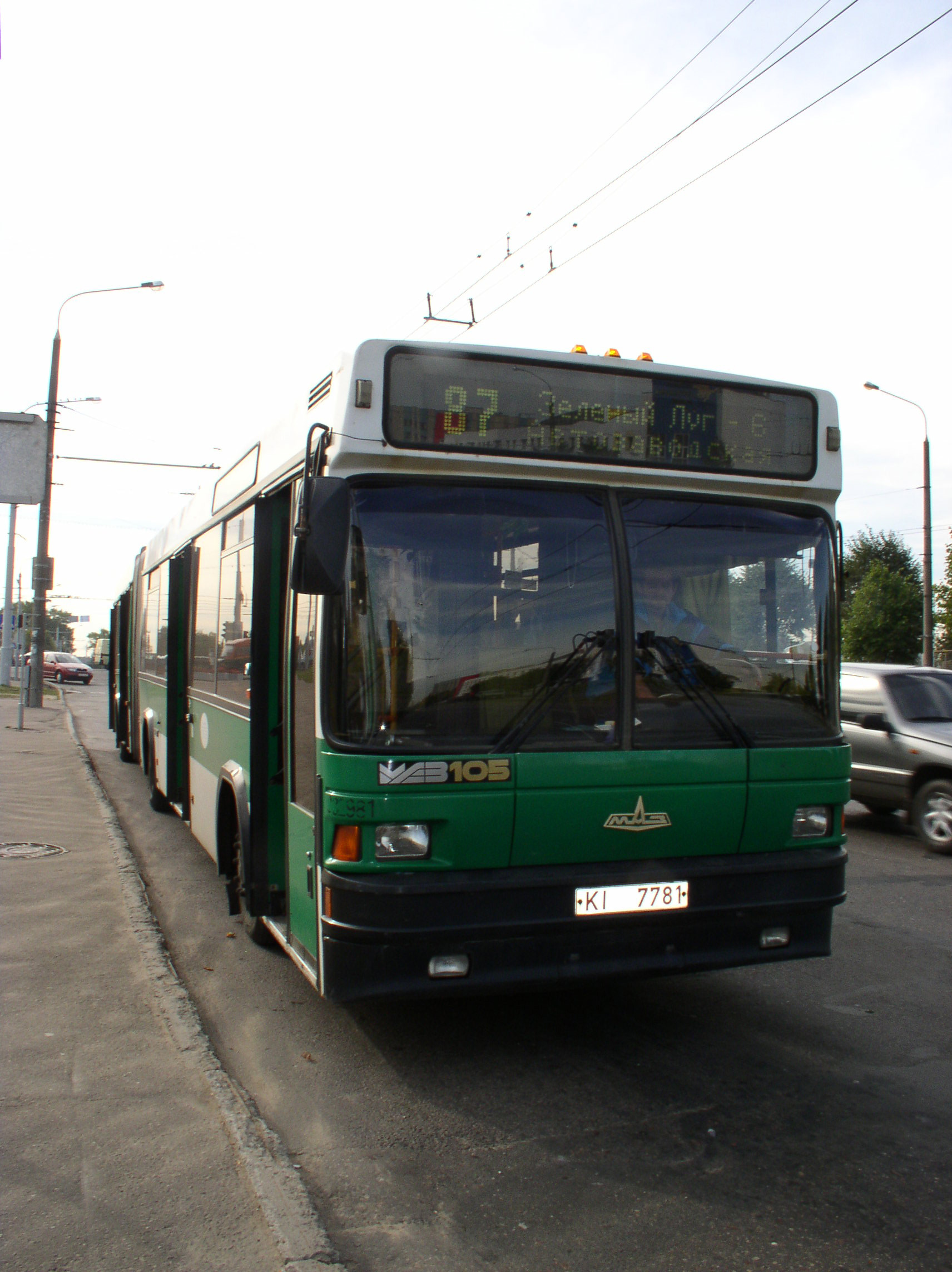
Autobús MAZ-105.
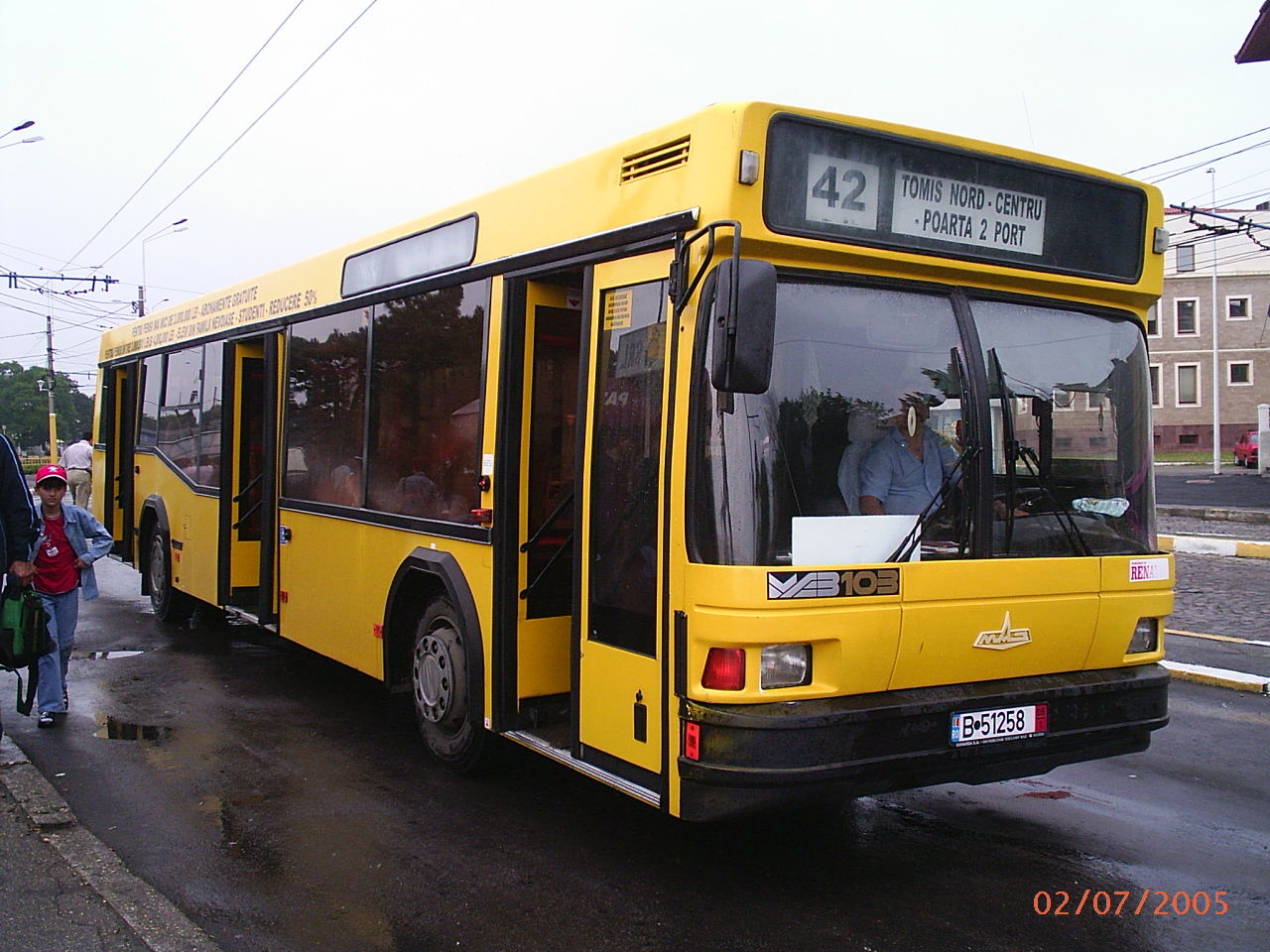
Autobús urbano MAZ-103 en Constanţa, Rumania.
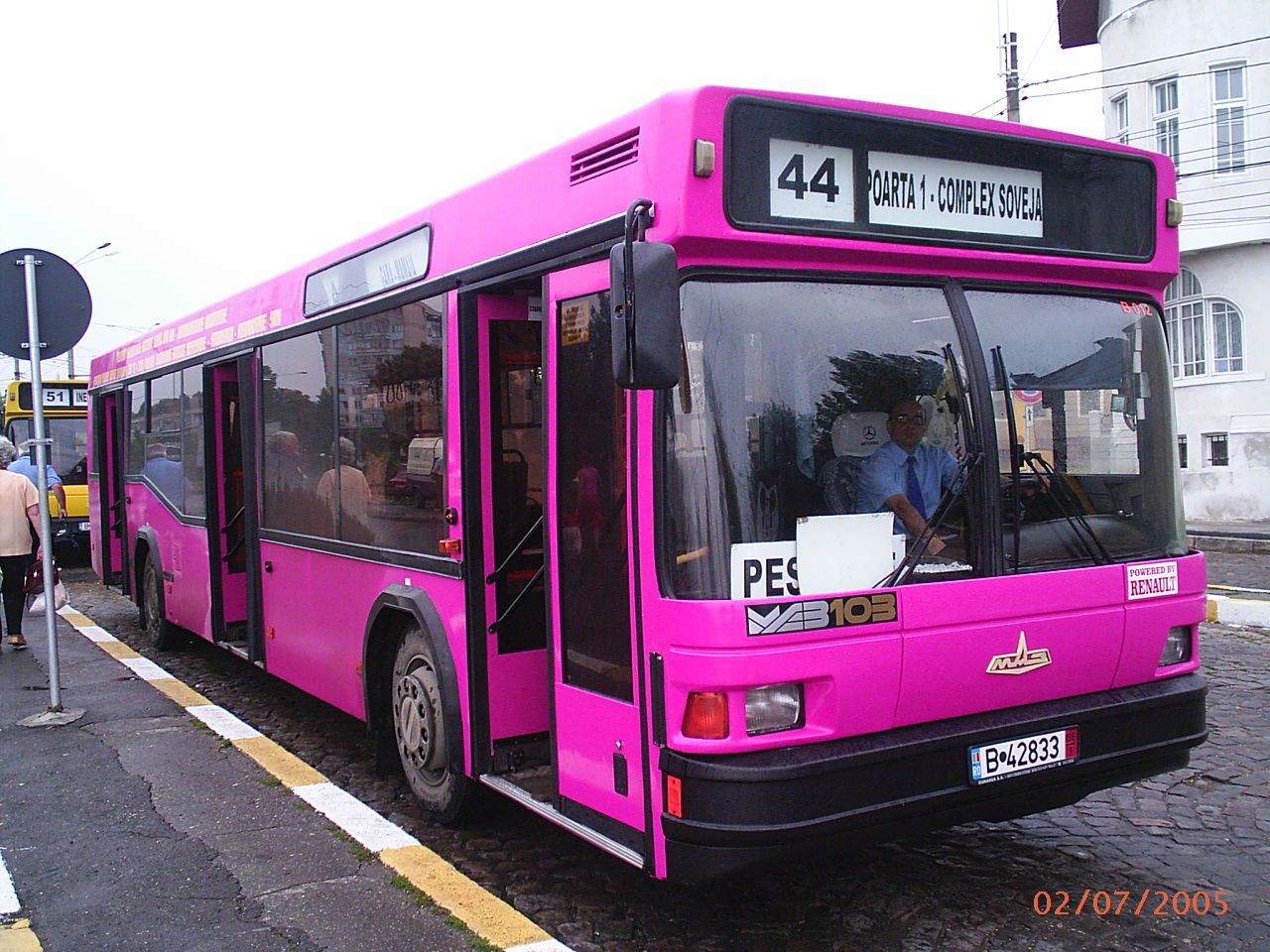
Autobús urbano MAZ-103 en Constanţa, Rumania.
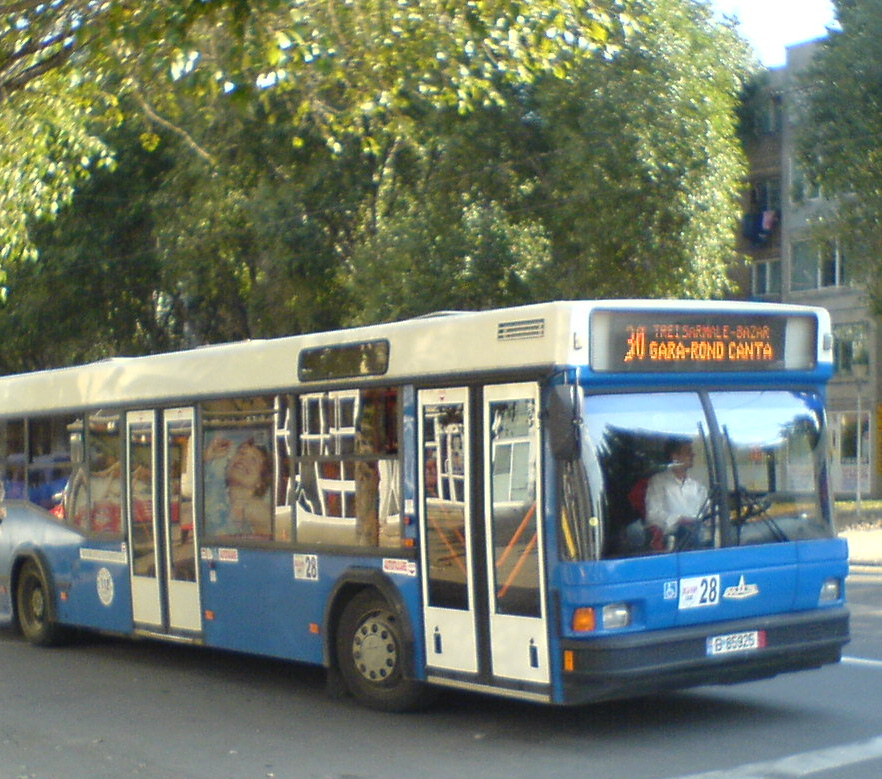
Autobús urbano MAZ-103 en Iaşi, Rumania.
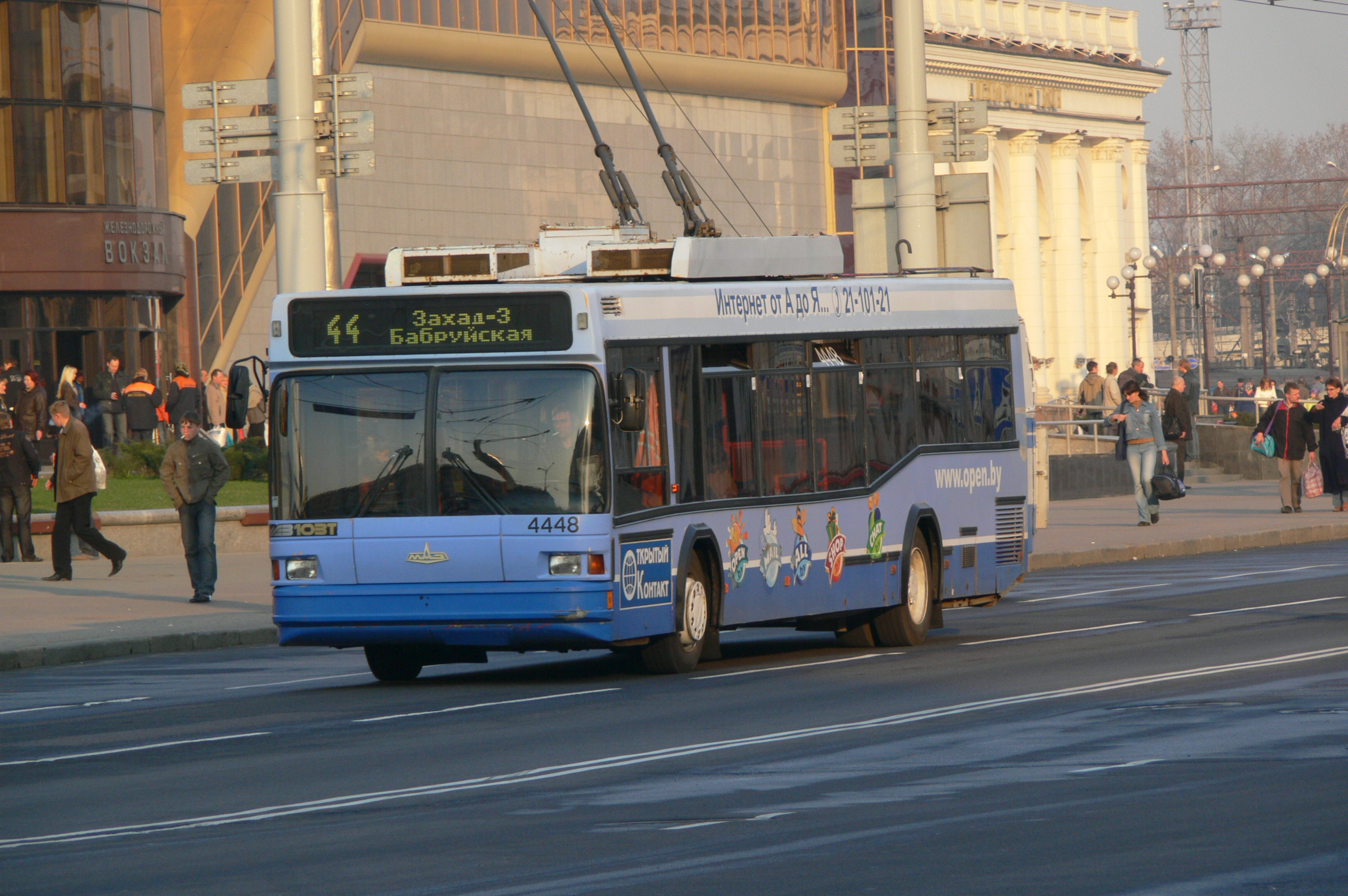
Trolebús MAZ-103t en Minsk.
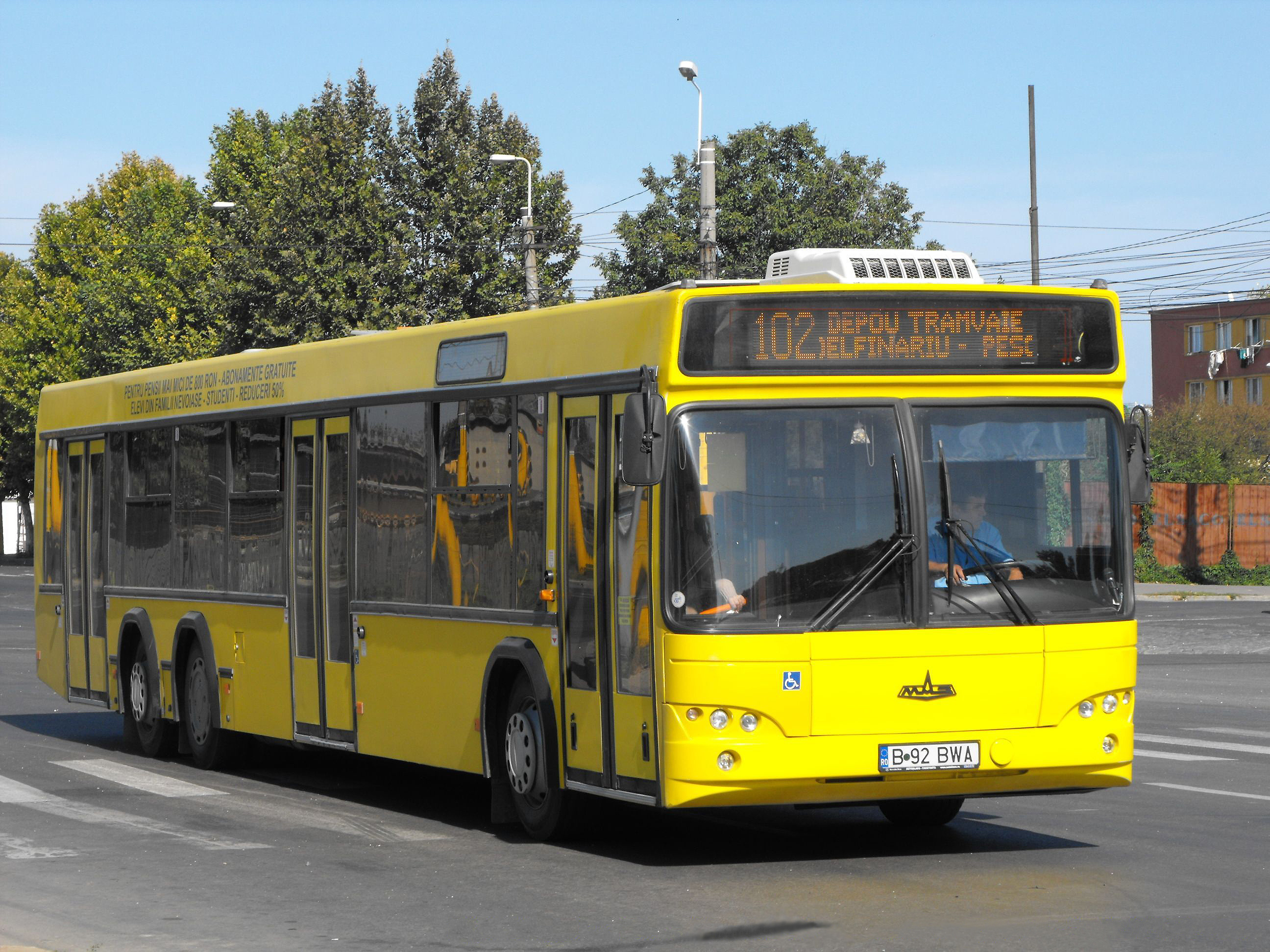
Autobús urbano MAZ-107 en Constanţa, Rumania.
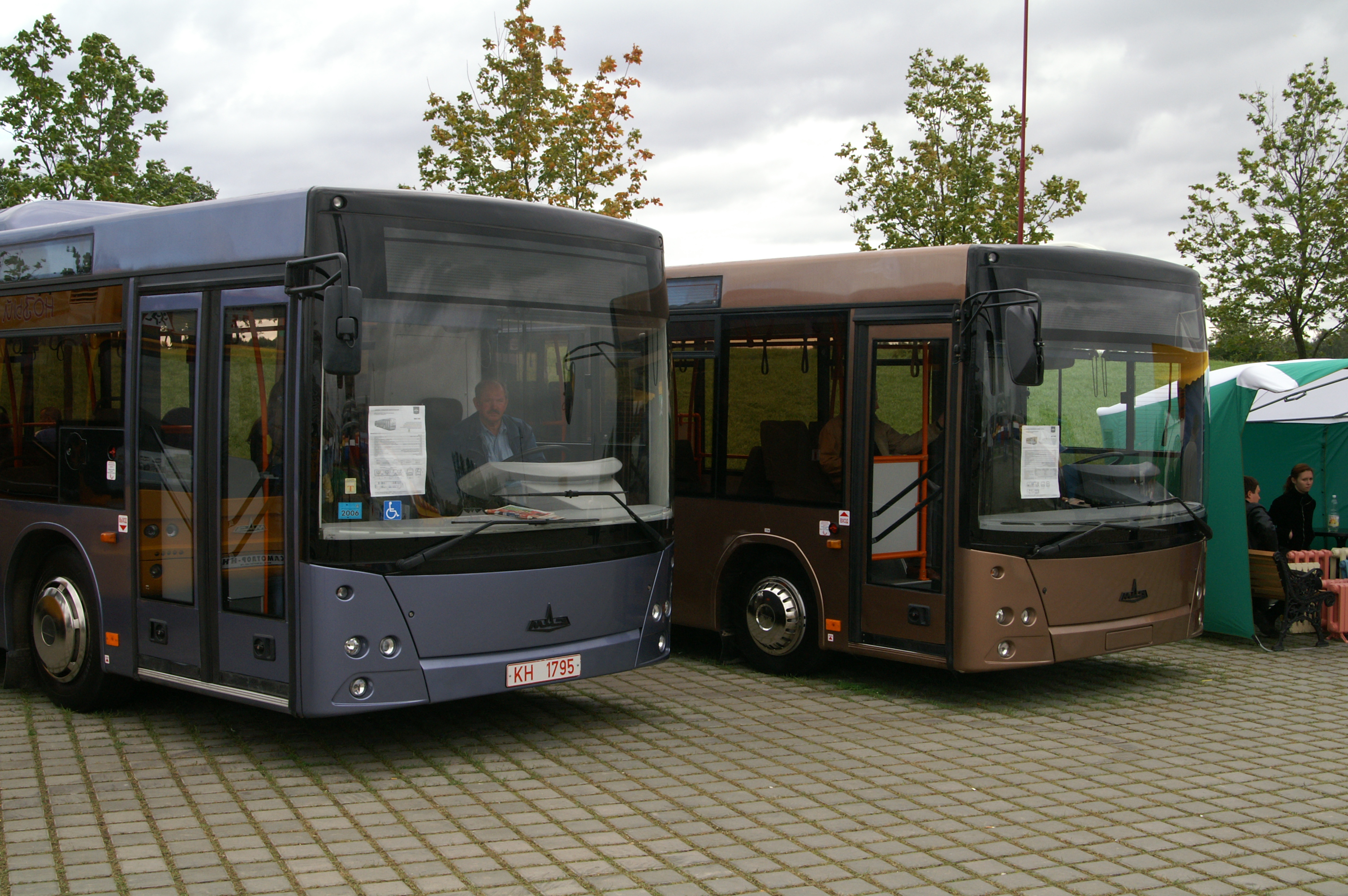
Autobuses MAZ-203 y MAZ-206.
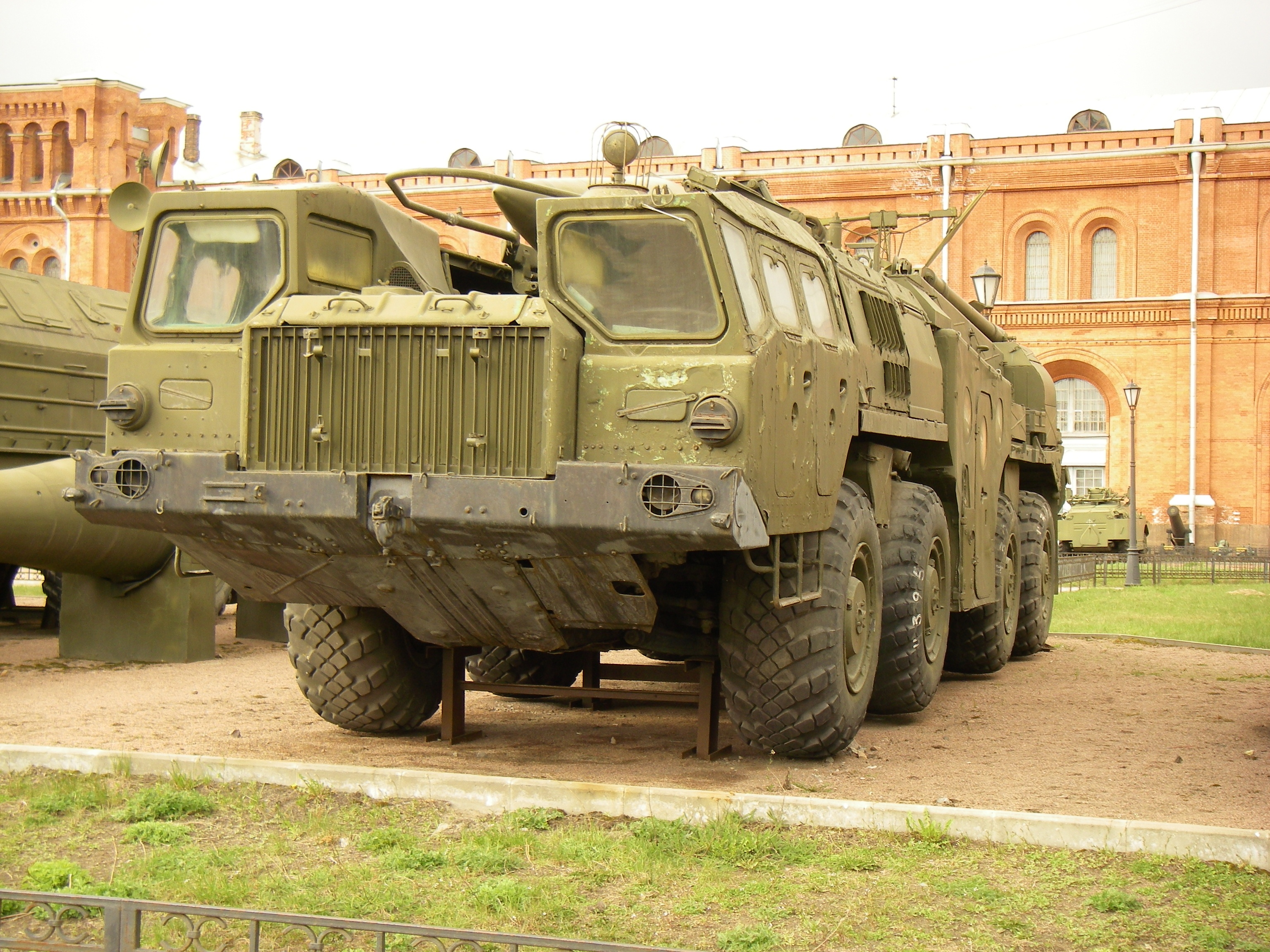
Plataforma de lanzamiento 9K72 Elbrus (9P117)
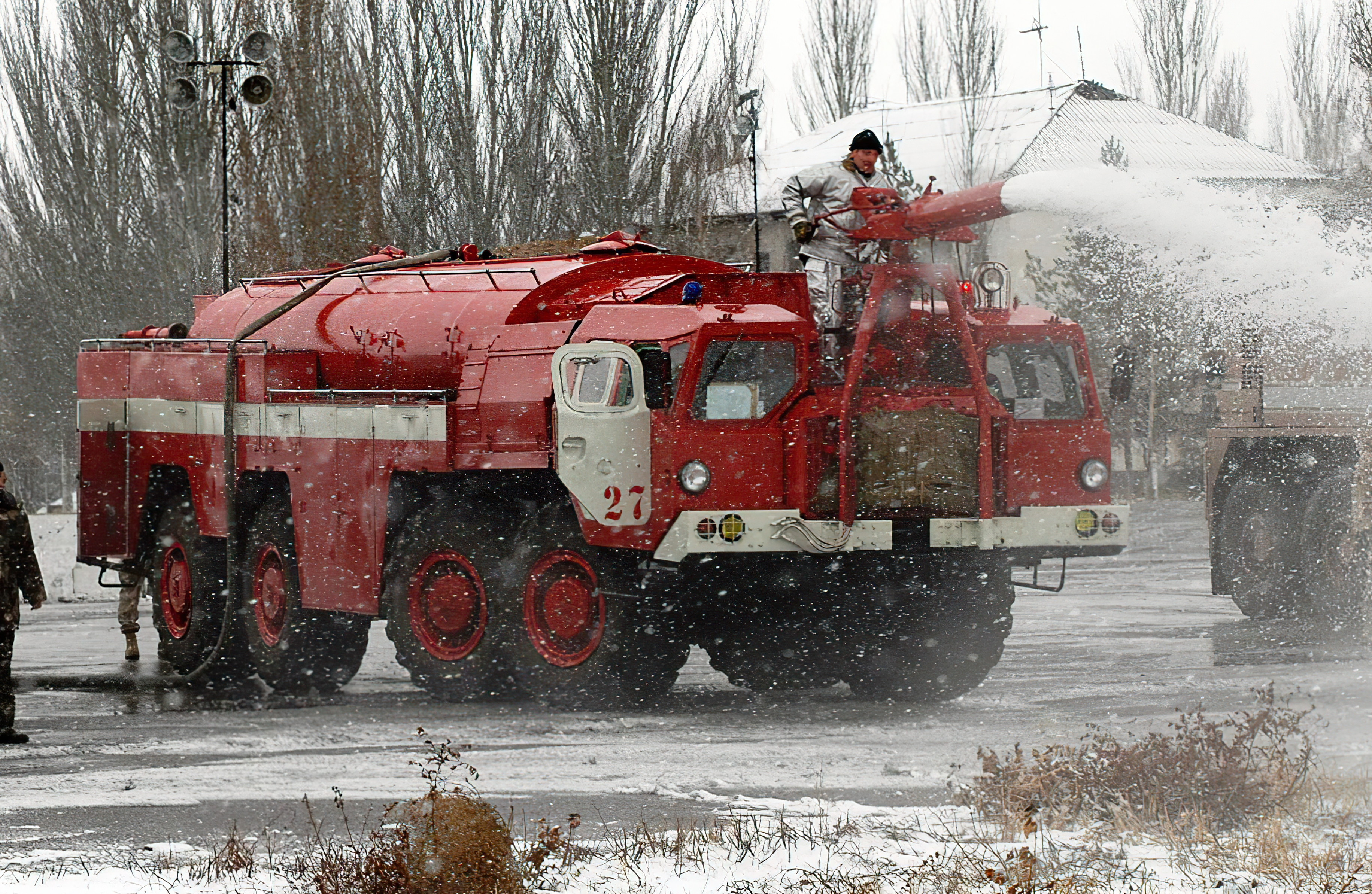
Vehículo de embarque MAZ-543, aeropuerto en Kirguistán.

## Patrocinados de fútbol
- 1999-2002: Torpedo-MAZ Minsk